# 咖世家
咖世家（英語：Costa Coffee）是一家总部位于英国的咖啡连锁店。除了意式咖啡门店外，也提供烘焙咖啡豆的批发。1995年公司被收购。曾经是惠特貝瑞的子公司。2019年起成为可口可乐的子公司。
在英国本土的市占率上，咖世家在2010年超越了星巴克，成为英国市占率最高的咖啡店和最大的连锁店。

## 历史

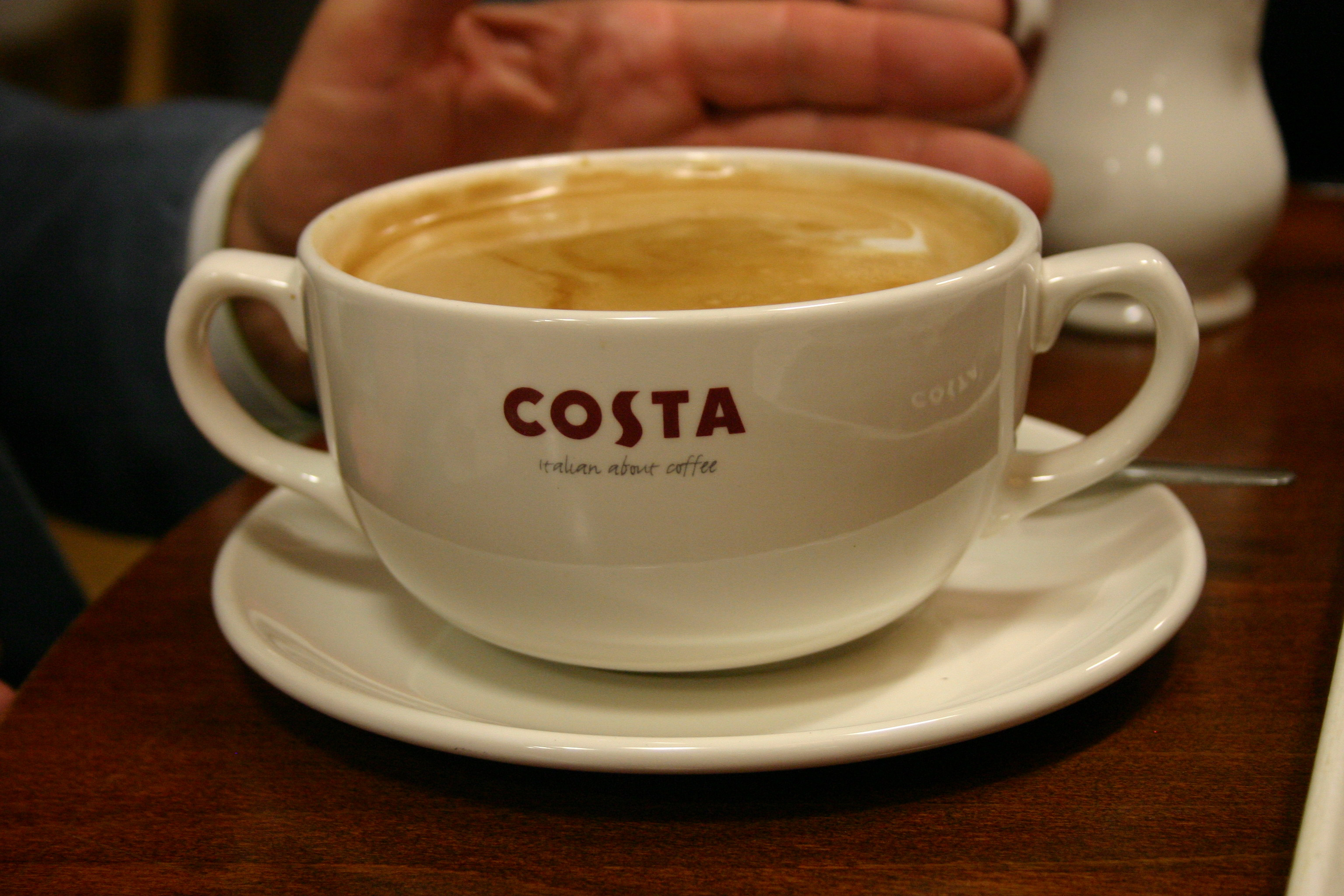
一个咖世家的双耳摩卡杯

1971年，一对侨居英国的意大利兄弟塞尔吉奥和布鲁诺·科斯塔在伦敦的兰贝斯创办了咖世家，向当地的餐饮业提供烘焙的咖啡豆。
1978年，咖世家在伦敦蘭貝斯的沃克斯霍尔布里奇路开办了自己的第一家咖啡门店。1995年，咖世家被英國最大的酒店和咖啡店運營商惠特貝瑞所收购。1990年代，咖世家开始快速发展。1999年时已有186家咖啡店。2000年时每周贩卖的咖啡已经多达370万杯。
2010年，咖世家收购了咖啡天堂，增加了29个店面。截止2010年，咖世家在全球27个国家设有分店。
2018年8月31日，可口可樂公司宣佈以51億美元收購咖世家，預計2019年上半年完成交易。交易最终在2019年下半年完成。

## 咖啡制作
咖世家采用一种称为“意大利摩卡”（Mocha Italia）的咖啡豆（采用6份Arabica咖啡豆和1份Robasta咖啡豆混合而成）。所有咖啡豆都在位于兰贝斯的工厂由3名意大利烘焙大师烘焙。

## 零售店
截至2019年10月，咖世家在英国已经拥有2467家门店，成为英国最大的连锁店。咖世家最大的门店位于迪拜，可以容纳320人。咖世家至今未进军澳大利亚市场。咖世家的门店开在商店、书店、高速公路服务区、万豪酒店和必胜客内。

### 各国门店数量

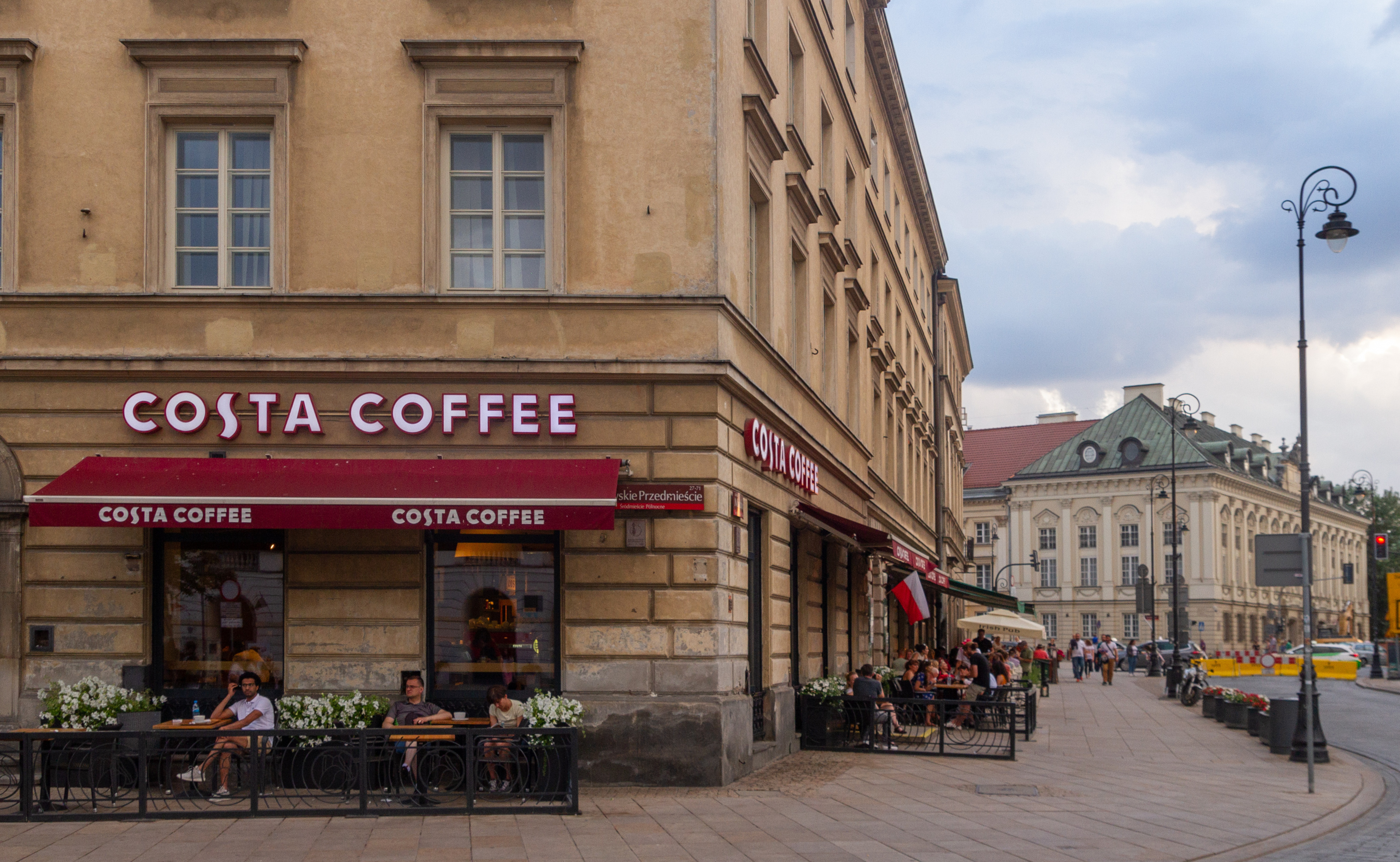
波兰华沙的一家咖世家门店

截至2022年1月， 咖世家在4个大洲38个国家有总计3884个门店。
| 国家         | 门店数量 |
| ------------ | -------- |
| 英国         | 2,467    |
| 中國         | 459      |
| 阿联酋       | 150      |
| 波蘭         | 147      |
| 愛爾蘭       | 114      |
| 科威特       | 95       |
| 捷克         | 58       |
| 印度         | 57       |
| 沙烏地阿拉伯 | 56       |
| 埃及         | 44       |
| 俄羅斯       | 36       |
| 西班牙       | 27       |
| 賽普勒斯     | 24       |
| 巴林         | 23       |
| 阿曼         | 22       |
| 保加利亚     | 21       |
| 菲律賓       | 16       |
|              | 12       |
| 拉脫維亞     | 11       |
| 馬爾他       | 11       |
| 法國         | 8        |
|              | 7        |
| 马来西亚     | 7        |
| 南非         | 6        |
| 葡萄牙       | 5        |
| 土耳其       | 4        |
| 柬埔寨       | 4        |
| 约旦         | 4        |
| 美国         | 4        |
| 德国         | 3        |
| 摩洛哥       | 3        |
| 匈牙利       | 1        |
|              | 1        |
| 印度尼西亞   | 1        |
| 黎巴嫩       | 1        |
| 越南         | 1        |
| 巴基斯坦     | 1        |
| 希腊         | 1        |
| 墨西哥       | 1        |
|              | 1        |
|              | 1        |

## 竞争对手
咖世家在英国的主要竞争对手是星巴克咖啡和尼路咖啡、蒂姆霍頓斯，以及咖啡共和國（Coffee Republic）。